# Albert Marcenet
Albert Marcenet, né le 19 octobre 1918 à Champvoux (Nièvre) et mort le 19 septembre 1994 à Orléans (Loiret), est un homme politique français.

## Biographie
Chef du personnel ouvrier des usines Simca, Albert Marcenet est secrétaire général du RPF pour la Seine et la Seine-et-Marne de 1947 à 1954, chargé du service de la Documentation, créé par André Malraux. Considéré comme l'un des membres les plus influents du parti, il appartient au comité d'investiture pour les élections législatives de 1958. Lui-même candidat dans la 31e circonscription de Paris, il est élu en 1958 et réélu en 1962 face au Lucien Villa (PCF) (24 493 voix contre 21 726 au second tour). Battu de peu dans l'élection en mars 1967 par Villa (23 345 voix contre 24 305), il retrouve son siege en juin 1968 après la dissolution de l'Assemblée par le général de Gaulle, mais doit à nouveau s'incliner (Élection en mars 1973) au profit de Lucien Villa (qui sera éliminé en 1978, mais par un candidat UDF).
Les suppléants de Marcenet à l'Assemblée sont Marc Saintout (1958), Jean Auburtin (1962) et Jacques Morvan (1968).